# Reazione di Pinner
La reazione di Pinner è una reazione chimica che coinvolge un nitrile e un alcol catalizzata da un acido, ad esempio acido cloridrico. Il prodotto è il sale formato da HCl con un estere di un'immina oppure un'immina di un alchile, chiamato talvolta sale di Pinner. La reazione prende il nome dal suo scopritore, Adolf Pinner, ed è una serie di addizioni nucleofile.
I sali ottenuti possono reagire con l'alcol in eccesso formando l'ortoestere RC(OR)3, con ammoniaca o un'ammina per formare un'ammidina o con acqua per formare un estere.
Nome IUPAC della trasformazione: Alkoxy,oxo-de-nitrilo-tersubstitution. Tale reazione è chiamata anche alcolisi nitrilica.